# وادیم کاپرانوف
وادیم کاپرانوف (انگلیسی: Vadim Kapranov؛ زادهٔ ۲۶ فوریهٔ ۱۹۴۰) بازیکن بسکتبال اهل اتحاد جماهیر شوروی سوسیالیستی بود.